# HNBR
HNBR (englisch hydrogenated nitrile-butadiene rubber) steht für Hydrierter Acrylnitrilbutadien-Kautschuk, welcher hauptsächlich für Zahnriemen von Kraftfahrzeugen Verwendung findet.

## Eigenschaften
Die chemischen Eigenschaften von HNBR sind vergleichbar mit denen des NBR (Nitrilkautschuk). Durch die fehlenden Doppelbindungen im Vergleich zum NBR ist HNBR wesentlich reaktionsträger. Der Unterschied liegt in der wesentlich höheren Temperaturbeständigkeit von ca. 150 °C (Dauereinsatz) anstelle von lediglich 100 °C bei NBR. Auch die Witterungsbeständigkeit ist verbessert (Oxidation, Ozon, UV-Beständigkeit). HNBR ist beständig gegen Mineralöle, Ozon und saure Gase.
Vollhydrierte HNBR-Typen werden mit Peroxiden vernetzt. Bei teilhydrierten Typen ist auch die Vernetzung mit Schwefel möglich. Letztere zeigen eine geringe Ozon- und Temperaturbeständigkeit. Vorteil der teilhydrierten Typen ist eine verbesserte Tieftemperaturflexibilität sowie ein höherer Vernetzungsgrad, welcher sich in einem niedrigeren Druckverformungsrest zeigt.

## Anwendungsgebiete
Das Haupteinsatzgebiet von HNBR sind Zahnriemen in Kraftfahrzeugen. Zusätzlich wird es auch für O-Ringe eingesetzt, wenn eine hohe chemische und auch thermische Beständigkeit gefordert wird.